# Asphalt 8: Airborne
Asphalt 8: Airborne es un juego de carreras desarrollado y distribuido por Gameloft, el décimo juego de la serie Asphalt. Fue lanzado el 22 de agosto de 2013 para iOS y Android, el 13 de noviembre para Windows Phone, Windows 8 y 10, y el 15 de enero de 2014 para Blackberry 10. El juego actualmente cuenta con más de 300 autos y motocicletas, así como más de 75 circuitos de 21 localizaciones, que se han añadido a través de actualizaciones. El coche portada inicialmente fue el Lamborghini Veneno, pero actualmente es el Lamborghini Centenario. En comparación con sus antecesores, Asphalt 8 tuvo más éxito y marketing, muchos medios creen que esto se debió a un aumento creciente en el mercado mobile y del uso de las redes sociales.

## Descripción

### Modos de juego
- General: Al igual que Asphalt 7, es posible configurar por giroscopio o pantalla táctil en 4 esquemas para dispositivos móviles y tabletas, por teclas del téclado en caso de PC con Windows 8 o superior, o controles como gamepads o volantes. Como su nombre lo indica, deja atrás las persecuciones para entrar a los saltos, de manera normal (si se usa una rampa recta), en helicóptero (si derrapa antes de usar una rampa) o en tonel (si se usa una rampa curva). Estos 2 últimos tipos de salto en el aire aumentan el nitro, lo mismo ocurre con una sección perfecta (sin accidentes), derribando enemigos u obstáculos y derrapando, además de recarga de nitro en la pista. Además, si el nitro se activa y llega a la zona roja, se acciona de nuevo para activar el "nitro perfecto", sustituyendo al modo "adrenalina" usado en Asphalt 6 y 7. El nitro deja de funcionar si se le acaba el nitro, frena, choca, sale de la pista o usa la rampa. Con la excepción del modo Carrera rápida, se incrementa la posibilidad de ganar créditos al azar, ya sea por maniobras, derribos o destrucción. También se puede comprar créditos, fichas, monedas fusión y paquetes de coches mediante tarjetas de crédito y débito (requiere conexión a Internet).[7][fuente cuestionable]
- Historia: Son 11 temporadas con inicialmente 180 eventos en 2013 hasta llegar a más de 300 actualmente.[actualizar] La temporada 1 está desbloqueada por defecto. La temporada 9 es para los vehículos al MAX y la temporada 10 corresponde a vehículos de carreras McLaren. Cada evento en la parte de arriba indica el lugar y el modo a correr, abajo, la clase de vehículo a usar, a la izquierda, y a la derecha hay 5 estrellas. Tres corresponden al podio, y las otras dos son logros que hay que completar en la carrera. Los eventos bloqueados aparecen un candado y el requisito del vehículo ya sea por clase, modelo o marca específica o si el vehículo es eléctrico (como Audi e-Tron, por ejemplo). Las estrellas que obtengas conforme vayas superando desafíos te permiten desbloquear nuevas temporadas (incluida la de relevos) que actualmente la temporada de relevos fue eliminada del modo historia, con nuevas pruebas que son más difíciles pero que te ayudarán a ganar más dinero. Las temporadas también son compradas con un pase de temporada y solo se consigue con dinero real. Además, se encuentra dividida entre automóviles y motos, pero ese último los jugadores deben acumular 160 estrellas.
- Multijugador: Aquí eliges un vehículo y el servidor te conectara con más jugadores con un rango similar al de tu vehículo, si terminas una carrera en el podio, sin accidentes, con maniobras increíbles o todas las anteriores juntas, podrás ganar experiencia y valoración. La versión 2.0, lanzado a mediados de 2016 y no está disponible en iPhone 4 y iPod Touch (4.ª generación) ahora requiere tickets de entrada para participar, pero se obtiene recompensas al terminar 4.º o mejor. Esos tickets se obtienen con el tiempo o completando este u otro modo o cualquier desafío, en donde aparezca dicha recompensa. Se requiere una conexión a Internet.

Nota: si pierdes y otros jugadores ganan, también pierdes valoración. Si quieres ver tu posición mundial, debes entrar a clasificación.
- Carrera rápida: Aquí eliges un modo de juego, una localización y una clase de vehículo, seleccionas un vehículo y empiezas a correr. En este modo no consigues créditos pero se puede jugar ad-hoc o con amigos.
- Copa: Requieres de conexión a Internet para entrar a copas que millones de jugadores compiten. Hay copas que tienen su nombre mediante vehículos, copas con su propio nombre, y copas creadas por usuarios de Asphalt. Debes de jugar y ganar un trofeo como mínimo para pasar a la clasificación. Con cada trofeo tienes la posibilidad de ganar un premio. Al final del torneo se reclaman los premios. En este modo de juego, puedes conseguir créditos y fichas (agregadas a mediados de 2015).
- Maestría: No es necesaria la conexión a internet, pero es requisito para algunos premios. En este modo podrás hacer pruebas exclusivas de cada vehículo. Cuanto más mejorado esté, más pruebas de éstas se desbloquearán. Este modo, se ha añadido en 2015. Actualmente, este modo no está disponible.[7][fuente cuestionable]
- Otros modos: Requieres de conexión a Internet para entrar a esos modos, pero actualmente, estos modos se eliminaron:
  - Enduro: junta puntos Enduro y obtienes recompensas al guardarlas o arriesgate a perderlas para obtener mejoras. Se puede probar vehículos que ni siquiera has comprado en este modo. Solo tienes 3 pases Enduro y no se puede entrar si no posees al menos una. Se perderá el pase actual si fracasas las pruebas.
  - Lab. I+D (Investigación + Desarrollo): Se prueba un vehículo en desarrollo. Solo tienes 3 llaves y no se puede entrar si no posees al menos una. Al igual que Enduro, se obtendrán recompensas si completas una prueba.
  - Asphalt X Formula 1: Se prueba un vehículo de carreras. Solo tienes 5 neumáticos y no se puede entrar si no posees al menos una. Al igual que Enduro e I+D, se obtendrán recompensas si completas una prueba.

### Tipos de Juego
Existen 11 modos de juego en Asphalt 8: 
- Clásico: Dale una vuelta al circuito lo más rápido posible, y llega al menos 3.º para ganar.
- Eliminación: "¡No quedes en último puesto cuando los 30 segundos se acaben!"
- Cara a Cara: Los dos jugadores se enfrentan para saber quien gana.
- Derribos: "Derriba más coches que tu oponente para ganar, hay un límite de tiempo determinado."
- Infección: Después de 10 segundos el último corredor recibe una infección. Los conductores infectados tienen 30 segundos para contagiar a los demás. Derribando o infectando enemigos aumenta 5 y 10s, respectivamente y cogiendo nitros aumenta 1 y 2s. Si se quedan sin tiempo, explotan y se curan. Todos los pilotos infectados tienen nitro ilimitado. Gana el que llega primero a la meta.
- Derrapes: Compites tu solo, tienes que derrapar por los arcos para ganar puntos, en cada arco hay 100 puntos como mínimo, hay un límite de tiempo determinado.
- Relevo: Los jugadores eligen 3 o más vehículos y se compiten en una carrera clásica alternando por temporizador sus vehículos en orden.
- Desenchufado (Solo en Maestría): Es una carrera clásica con una regla: nada de recargas de nitro en la pista.
- Perfecto (Solo en Maestría): Los jugadores deben completar la pista perfecta: no se admiten accidentes.
- (En Asphalt X Formula 1 y en carreras de motos): Tienes que completar el circuito antes de que se acabe el tiempo. Debes esperar hasta que entre a la línea de partida.
- Final (Solo en Asphalt X Formula 1): Es una carrera clásica con una regla: calcula bien el inicio (si el tacógrafo marca rojo, partirá lento mientras que en verde o verde parte más rápido).

## Moto Blitz
- Descripción: Fue un DLC gratuito en una actualización en 2017. Este modo es lo mismo que el modo Historia, pero con motos. En las carreras ganas cinco cascos (igual que las estrellas en el modo Historia), en la primera carrera debes llegar primero (tres cascos), segundo (dos cascos) o tercero (un casco). Si llegas 4.º, 5.º o 6.º, no recibirás ningún casco, pero se recomienda llegar primero para recibir los tres cascos y también desbloqueas las dos misiones (dos cascos).
- Temporadas:  Hay quince temporadas, cada una de ellas se requiere determinadas motocicletas.
- Modos de juego: Hay modo Clásico, Cara a Cara (versus), Eliminación, Sprints (tramo de una parte del mapa) y Final (la última carrera de cada temporada, allí ganas una mejora gratis de determinada motocicleta y Tokens).

## Localizaciones

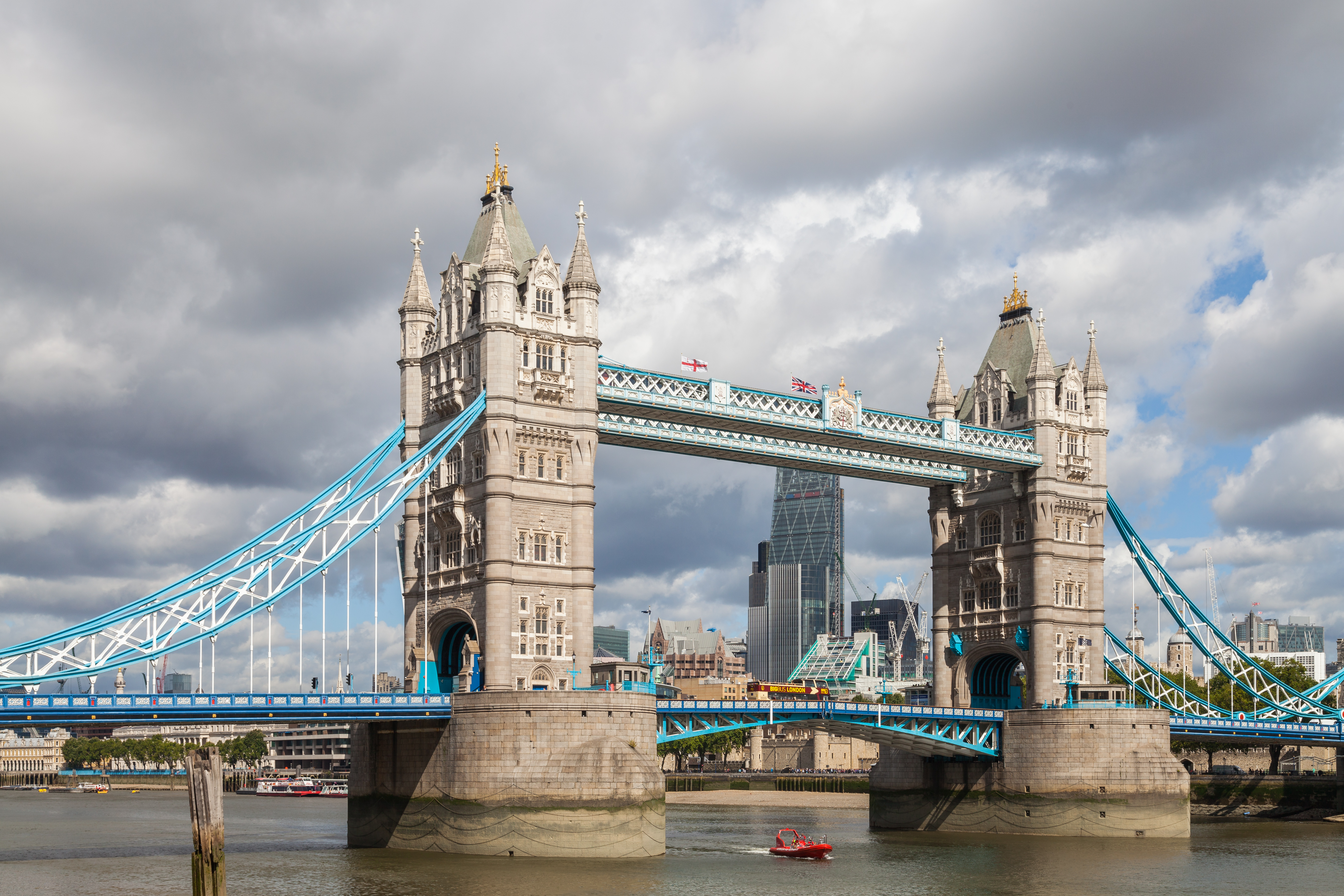
Puente de la Torre, presente en el mapa «Londres».

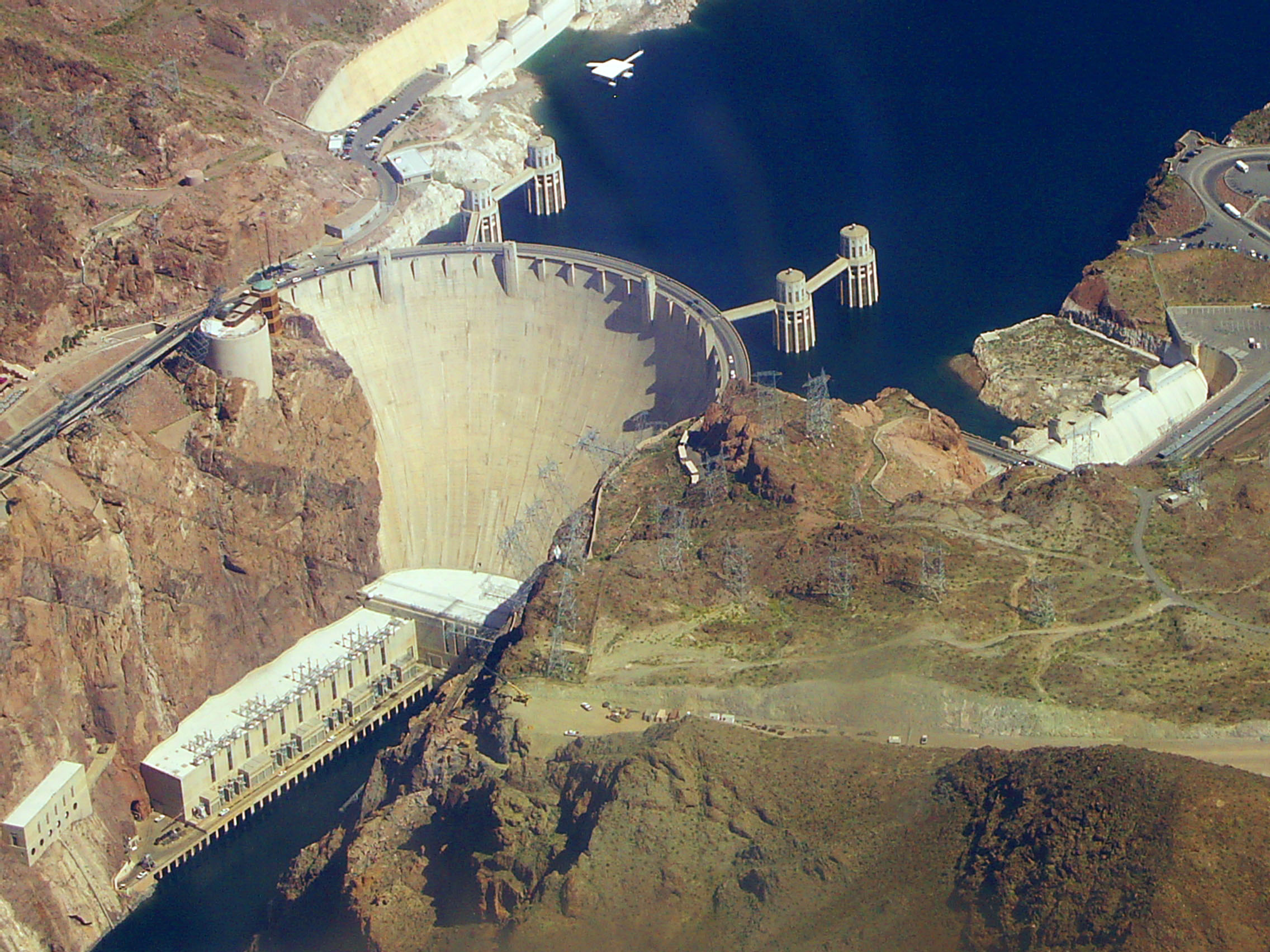
Presa Hoover, presente en el mapa «Desierto de Nevada».

En el juego se puede correr en 21 localizaciones reales o ficticias. En esos circuitos se desprenden varias rutas para sacar el máximo del mapa (generalmente son en reversa) pero hay excepciones. Estas son las que están presentes en el videojuego:
 Desierto de Nevada: El mapa está ubicado en una zona rural desértica soleada con carreteras de asfalto y tierra que pasan por puentes en construcción y un gran túnel. Rutas: Original y reversa.    
 Islandia: Es una zona nublada con mini-tormentas de nieves intermitentes y carreteras que rodean un pueblo. Hay mini-puentes de madera y túneles tallados en piedra. Rutas: Original y reversa  
 Tokio: Es un mapa urbano con mucho tráfico y lluvias ligeras. Contiene un largo túnel, puentes, edificios en construcción, un subterráneo (bloqueado en reversa), áreas verdes y un robot gigante. Rutas: Original y reversa 
 Guayana Francesa: Esta localización se caracteriza principalmente por ofrecer un panorama de una zona rural con un clima tropical. El circuito contiene una jungla con caminos de tierra, una zona de lanzamiento de naves espaciales, puentes cruzados en forma de x y un gran túnel. Rutas: Original y reversa
 Londres: Este mapa está ubicado en el centro de la capital del país británico. Contiene muchas rampas, un túnel-subterráneo, la rueda de la fortuna (noria): London Eye y el Puente de la Torre. Esta localización fue la primera en contener más de 2 variantes. Rutas: Original (Soleado), London Eye (Lluvioso), y Puente de Westminster (Lluvioso)
 Barcelona: Playas pacíficas, posee un túnel-subterráneo y saltos por encima del agua, ¡y de un crucero! Rutas: Original y reversa
 Los Alpes: Es un circuito nevado donde se encuentran puentes atirantados en construcción y túneles que se dirigen hacia un pequeño pueblo. Rutas: Original y reversa.
 Venecia: Calles muy estrechas con charcos (donde puedes derrapar y chocar casualmente) y curvas arqueadas. Rutas: Original y reversa.
 Costa Azul (Mónaco): Está ubicado en una zona costera con astilleros y muelles para barcos. Contiene carretas muy anchas, muchos túneles, y curvas perfectas para hacer derrape. Rutas: Original y reversa
 La Gran Muralla: Fue agregado en la actualización 1.3.0 de marzo de 2014. Es un circuito que pasa por carreteras y un pueblo colindante a "La Muralla China". Contiene dragones voladores ficticios, muchas montañas, y una estatua dorada de Buda. Esta localización es la actualmente tiene más variantes en el juego con 6. Rutas: La Gran Muralla, Gran Muralla (Reversa), En el Templo, Las Enseñanzas de Buda, Subiendo el Muro y Guarida de Dragón
 Puerto de San Diego: Se agregó en julio de 2014. Es posible conducir sobre barcos, fábricas, contenedores y portaaviones. Rutas: Original y reversa 
 Dubái: Esta localización fue agregada en agosto de 2014. Se puede encontrar un gran río, un acuario, y muchos caminos para elegir. Rutas: Dubái, Dubái (Reversa), Rosa del Desierto y Mirage 
Sector 8: Fue incluido al programa a finales de 2014. Es un lugar ficticio y futurístico en el medio del mar, donde se puede desafiar a la gravedad, o viajar a través de portales. Rutas: Original y reversa 
 Tenerife: Se agregó en junio de 2015. Se ubica en una zona costera nublosa con caminos que dirigen a zonas soleadas por encima de las nubes. Se encuentra el Observatorio de Tenerife, túneles, saltos desde alturas muy grandes, caminos en construcción, y rocas con formaciones variadas. Rutas: El Teide, Árbol Dragón, En Las Nubes y Caída Libre. 
 ÁREA 51: Fue agregado al título en diciembre de 2015. Basado en la famosa teoría de experimentos alienígenas en esta zona militar, se pueden encontrar aviones cazabombarderos, túneles-subterráneos que llevan a zonas de prueba y una senda de rayos proyectados a un gran bloque. Rutas: El Laboratorio Secreto, Ruta 375-1, Clasificado y Lugar de Pruebas: OMEGA
 Río de Janeiro: Se agregó en la actualización de julio de 2016 por el evento de los Juegos Olímpicos de Río 2016. Este circuito contiene una gran playa, carreteras especiales para paradas de autobuses, y un gran túnel de dos pisos. Rutas: Enfrentamiento en Ipanema, Parque Rápido, Derby del Océano y Paisaje Montañoso
  Patagonia: Este mapa fue agregado en enero de 2017. Se ubica en la histórica región del sur de Chile y Argentina pasando por el límite nacional de ambos. La ruta dirige por la subida y bajada de una gran montaña con dos panoramas: Despejado y soleado intermitentemente por la zona más baja; nevado y friolento en la parte más alta. Se encuentra una cueva de hielo; donde se puede conducir, cuevas de tierra, y un pequeño pueblo. Rutas: Crystal Lake, Fuerte del Río, Avalancha y Cueva de Hielo.
 Metro de Múnich: Se agregó en la UPDATE de octubre de 2017. Este mapa se centra en el U-Bahn de Múnich, donde se puede conducir por las vías subterráneas de este sistema de transportación, y esquivar los metros que van pasando por ahí. También en los tramos finales de la localización se encuentra una zona de drenajes y un estacionamiento de varios pisos. Rutas: Plaza de Mercado, Pista de los Tejados, Autopista Mosaico y Tránsito Rápido.
 Transilvania: Se agregó en diciembre de 2018. Dado que el evento tuvo lugar en la fecha antes mencionada, hace que el 1 de diciembre de 2018 sea el Centenario de la Gran Unión, la razón más plausible por la que se agregó esta pista al juego. Rutas: La Cima, Rally de Montaña, Choque en la Ciudadela y Autopista del Rey.
Bucle orbital: Se agregó en septiembre de 2019, por el sexto aniversario del juego. Basado principalmente en la Luna, Orbital Loop alberga operaciones de minería y excavación en la superficie lunar, así como dentro de un campo de asteroides cercano. Hay bases en la Luna, muchas de las cuales están adornadas con una variedad de matrices de satélites, observatorios, paneles solares, generadores, vehículos lunares y plataformas de lanzamiento. Rutas: Aceleración Satelital, Despegue Lunar, Persecución de Asteroides y Velocidad de Escape.     
Terra 9: Se agregó en septiembre de 2020 por el séptimo aniversario del juego. Pista técnica que consta de múltiples caminos divididos, largas rectas, curvas en espiral y curvas en U. Rutas: Avenida Cima de la Nube, Vía Verde del Cambio Manual, Jardín de Metal y Persecución de Neón.

## Vehículos
Inicialmente existían 47 vehículos para escoger, sin embargo a la fecha existen más de 300 vehículos (motos y automóviles) derivado de las diversas actualizaciones del juego. La tabla no se encuentra disponible debido a que son muchos vehículos lanzados para este juego. A diferencia de los títulos anteriores de la franquicia que se dividían en temporadas de coches, ésta se encuentra dividida en clases D, C, B, A, S. 
Algunos niveles requieren vehículos específicos, mientras que otros solo requieren vehículos de la misma marca o clase, o en algunos casos, solo se limitan a vehículos eléctricos. 

## Banda Sonora
Asphalt 8 es el primero de la serie en tener canciones licenciadas, pero además de eso, hay algunas originales compuestas por Vincent Labelle (DJ Gontran). Durante las actualizaciones que ha recibido el juego desde su lanzamiento se han añadido y quitado canciones. Hay 3 géneros de música: electrónica, Bass y Rock (esta última eliminada en la actualización de verano de 2021, en la que algunas canciones de rock pasaron a electrónica, y las demás se eliminaron). Estás son las que actualmente conforman la banda sonora: 
- Nero - Etude
- Gemini - Fire Inside
- MONSTA - Holdin' On (Skrillex & Nero Remix)
- Far Too Loud - Lightbringer
- Martin Garrix - Animals
- Mord Fustang - Windwaker
- Krubb Wenkroist - Bad Weekend
- DJ Gontran - Redline
- Svidden - We Are
- Deadmau5 & Wolfgang Gartner - Channel 43 (Night / MOVES Remix)
- Joe Ford, Document One - Care For Me
- Mind Vortex - ARC
- DJ Gontran - Outrun
- DJ Gontran - Burning
- The Qemists - Be Electric
- Muzz - Horsepower
- Document One - Hands Up
- ??? Dan Apkne, Nathan Harrison Rightnour - Shots Fired
- ??? Sacha James Collisson, Vance Westlake - Run With Me
- ??? James T Crawford, Vance Westlake - Run This World Right Now
- ??? Christopher James Dececio, Vance Westlake - I'm A Phenomenon
- Rob Khurana - On The Hunt
- Josh Powell - Locked
- Christopher James Dececio, Emily Taylor - Liquid Roller
- Eddy Pradelles - Fast Life
- ??? Zac Singer, Tom Sue - Step Into The Ring
- ??? Sebastian Barnaby Robertson, Tristian Calder - Turbine
- ??? Emanuel Kallins, Stephen Teller - Glitch Crusher
- ??? Vance Westlake, James Oliver Hutchinson - End Game
- Krubb Wenkroist - Bleach (Max Kommondor Remix), disponible solo en Terra 9 y en el Bucle Orbital.
- DJ Gontran - Chemistry (Max Kommondor Remix), disponible solo en Terra 9 y en el Bucle Orbital.
- ??? Max Kommondor - Like  it's 1985, disponible solo en Terra 9 y en el Bucle Orbital.
- ??? Tema de Apertura de Asphalt Urban GT (Max Kommondor Remix), disponible solo en Terra 9 y en el Bucle Orbital.

Música del menú:
- Celldweller - Pulsar
- Breton - The Comission
- Celldweller - Through The Gates
- Krubb Wenkroist - Bleach
- DJ Gontran - Chemistry
- DJ Gontran - Moby Glitch
- DJ Gontran - Phantasmagorical
- DJ Dubai - Vodka Aspirin
- DJ Gontran - Down to Earth

Estas canciones estuvieron en el juego, pero se eliminaron:
- Band of Skulls - Asleep at the Wheel
- Mutemath - Blood Pressure
- AWOLNATION - Burn It Down
- Silversun Pickups - Cannibal
- Queens of the Stone Age - Go With The Flow
- Kasabian - Underdog
- Haudoken! - Mic Check (Camo & Krooked Remix)
- The Crystal Method - Play For Real (Dirtyphonics Remix)
- Deadmau5 - Professional Griefers (ft. Gerard Way)
- The Bloody Beetroots - Rocksteady
- Vitalic - Stamina
- Fall Out Boy - Young And Menace (disponible solo por el evento del World Tour)
- Fall Out Boy - HOLD ME TIGHT OR DON’T (disponible solo por el evento del World Tour)
- Fall Out Boy - The Last Of The Real Ones (disponible solo por el evento del World Tour)
- The Crystal Method - Over It
- Trentemøller - Silver Surfer Ghost Rider Go!!!
- Bloc Party - Ares (Villains Remix)
- Notaker - Stratus
- Bad Computer - Somewhere New
- Neonlight & State of Mind - Nyx
- KLOUD - Disconnect (No Mana Remix)
- SaberZ - The Other Side
- Opiou - Apocalypse Honey
- Droptek - Sentient (Joe Ford Remix)
- BLK RSE - Silence (KAAZE Remix)
- DotEXE - Battle Cry